# Bobby Beaton
Bobby Beaton, właśc. John Robert Thompson Beaton (ur. 14 maja 1952) – brytyjski żużlowiec pochodzenia szkockiego.

## Życiorys
Na arenie międzynarodowej reprezentował Szkocję oraz Wielką Brytanię. W 1971 r. zwyciężył w otwartych mistrzostwach Rodezji. Finalista indywidualnych mistrzostw Wielkiej Brytanii juniorów (1970 – V miejsce) oraz seniorów (1980 – XI miejsce). Wielokrotny uczestnik eliminacji indywidualnych mistrzostw świata (najlepszy wynik: XI miejsce w finale brytyjskim, Coventry 1980). 
W barwach Szkocji – uczestnik półfinału mistrzostw świata par (Poole 1973 – VI miejsce) oraz wielokrotny uczestnik eliminacji drużynowych mistrzostw świata. 
Startował w lidze brytyjskiej, w barwach klubów z Glasgow, Hull, Belle Vue, Newcastle i Edynburga.